# Kejserliga tyska armén
Kejserliga tyska armén, formellt Tyska rikets armé (tyska: Deutsches Heer, "tyska hären"), var Tyska rikets armé från dess enande 1871 till upphörandet av Tysklands kejsardöme 1919 i och med Centralmakternas förlust under första världskriget.
Benämningen "Deutsches Heer", samt den svenska översättningen "tyska hären", kom senare att återanvändes för nazityska Wehrmachts armé och Förbundsrepubliken Tysklands armé.

## Historia

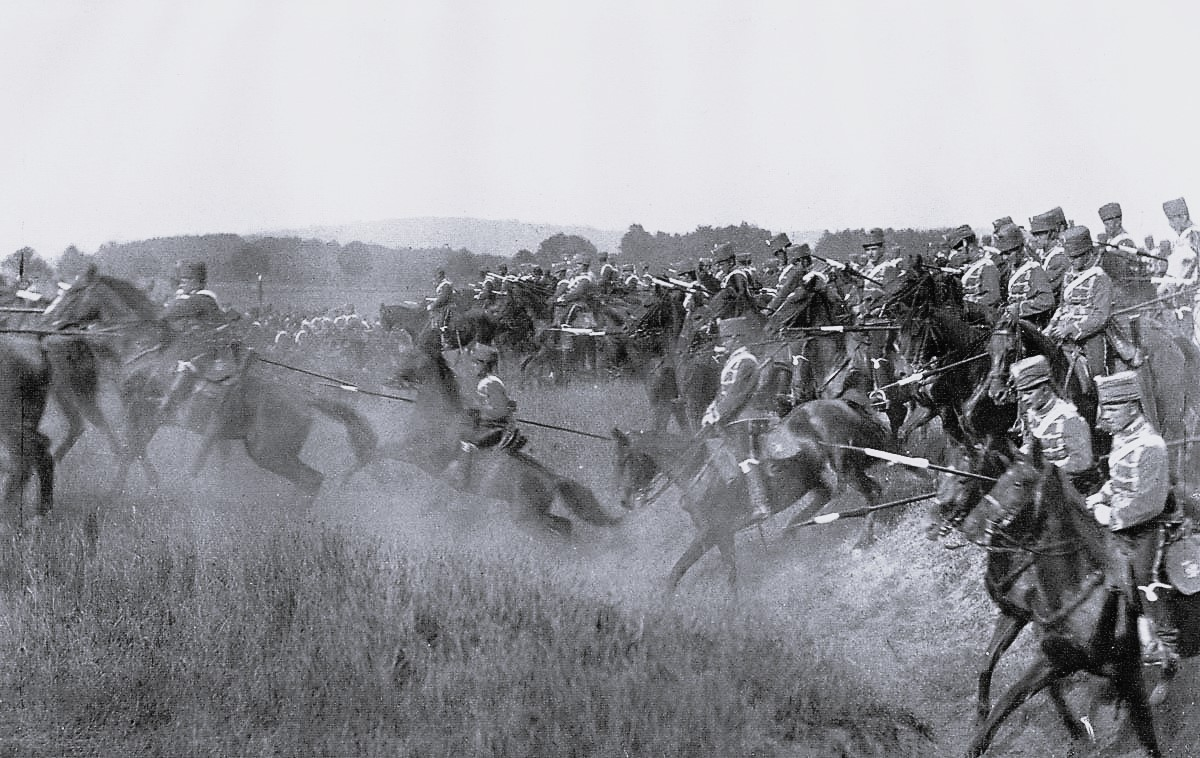
Husarer ur Reichsheer 1912.

De stater som 1871 gick samman i Kejsardömet Tyskland hade alla sina egna arméer. I det Tyska förbundet som existerade från Napoleonkrigens slut 1815, där även Österrike ingick, stod varje stat för ett antal enheter som sattes under förbundets befäl i händelse av krig. Tillsammans kallades dessa för Bundesheer. Bundesheer användes vid flera tillfällen bland annat under det Slesvig-holsteinska kriget. Det började dock knaka i fogarna mellan Preussen och Österrike vid tiden för det Dansk-tyska kriget och slutet för tyska förbundet kom med det tyska enhetskriget 1866 där Preussen och Österrike med sina respektive allierade ställdes mot varandra.
Efter det tyska enhetskriget bildades under Preussens ledning det Nordtyska förbundet. Freden i Prag, som ledde till bildandet av förbundet, verkade även för bibehållandet av Bundesheer och flottan, Bundesmarine. Senare blev det så att de andra medlemsstaternas arméer i krigstid underställdes den preussiska, som också fick ökat ansvar för övningar, utrustning och dylikt.
Efter fransk-tyska krigets utbrott 1870 kom också icke-medlemsstaterna Bayern, Württemberg och Baden att agera tillsammans med den preussiska armén och vid utropandet av det tyska kejsardömet 1871 bildades Reichsheer som även inkluderade dessa stater. I fredstid förblev dock dessa tre och den preussiska armén självständiga. Varje kungarike hade också sitt eget försvarsdepartement och Bayern samt Sachsen hade sina egna gradsystem.

## Ledning

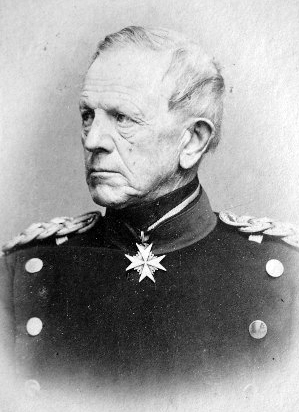
Helmuth von Moltke den äldre.

Om man bortser från den Bayerska delen av Reichsheer så var den högste befälhavaren kejsaren själv. Han assisterades av det tyska krigskabinettet och styrde närmast över försvarsdepartementet och generalstaben. Chefen över generalstaben fungerade även som kejsarens personlige rådgivare i försvarsfrågor och var därmed också den starkaste militären i det tyska kejsardömet. Bayern kom dock att behålla sitt eget försvarsdepartement och hade även sin egen generalstab som dock samarbetade nära med den preussiska.
På grund av de stora preussiska förlusterna under Napoleonkrigen hade man gjort om organisationen kraftigt sedan dess. Istället för att förlita sig på adelsmän med krigiska egenskaper så genomförde man reformer på alla nivåer för att kunna säkerställa hög kvalité på alla områden. Systemet med generalstaben, som institutionaliserade erfarenheten hos officerare, var huvudresultatet. Man sökte också militära talanger på lägre nivå för att låta dem genomgå militärakademier och strategisk samt taktisk träning och planläggning. Detta ledde till effektivt planerad och organiserad verksamhet i såväl fredstid som krigstid.

### Chefer för den tyska generalstaben (1871-1919)
- Helmuth von Moltke 7 oktober 1857–10 augusti 1888
- Alfred von Waldersee 10 augusti 1888–7 februari 1891
- Alfred von Schlieffen 7 februari 1891–1 januari 1906
- Helmuth von Moltke den yngre 1 januari 1906–14 september 1914
- Erich von Falkenhayn 14 september 1914–29 augusti 1916
- Paul von Hindenburg 29 augusti 1916–3 juli 1919
- Wilhelm Groener 3 juli 1919–7 juli 1919
- Hans von Seeckt 7 juli 1919–15 juli 1919

## Struktur

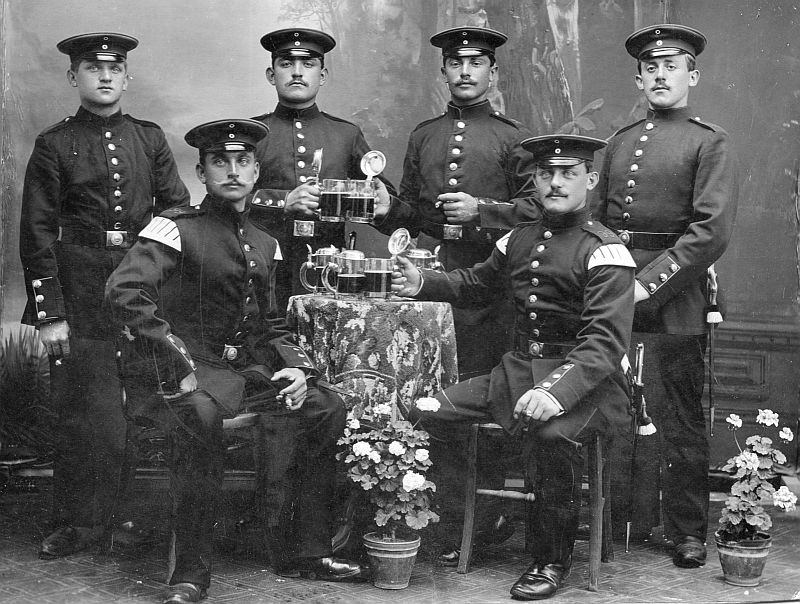
Tyska värnpliktiga 1898.

I fredstid utgjordes Reischsheer av arméinspektioner, armékårer, divisioner och regementen. I krigstid ansvarade arméinspektionerna för uppsättandet av fältarmékommandon som i sin tur kontrollerade kårer och underställda förband. Under första världskriget bildades också en ännu högre instans, armégrupper.

### Arméinspektioner
Om man bortser från Bayern så delades Tyskland in i fem arméinspektioner som dock utökades med ytterligare tre senare. Bayerska förvsrasdepartementet som förblev självständigt fungerade också som en egen arméinspektion. Alla inspektioner kontrollerade varsitt arméområde och ett antal armékårer.
Efter första världskrigets utbrott sattes ett antal arméer upp. De är som följer:
- 1:a armén - VIII armésinpektionen
- 2:a armén - III arméinspektionen
- 3:e armén - II arméinspektionen
- 4:e armén - VI arméinspektionen
- 5:e armén - VII arméinspektionen
- 6:e armén - IV arméinspektionen
- 7:e armén - V arméinspektionen
- 8:e armén - I arméinspektionen
- 9:e armén
- 10:e armén
- 11:e armén
- 12:e armén - Uppsatt 1917
- 13:e armén - Uppsatt 1917
- 14:e armén - Uppsatt 1918
- 15:e armén - Uppsatt 1918
- 16:e armén - Uppsatt 1918
- Södra armén
- Njemen-armén
- Bug-armén

### Armékårer
Stommen i arméns organisation var armékårerna som vanligen bestod av minst två divisioner och diverse andra stödtrupper som skyddade ett speciellt område. I detta område ansvarade de även för reserverna och Lantvärnet (Landwehr). 1914 fanns det 21 armékårer under preussisk kontroll och 3 under bayersk. Vid sidan om dessa regionala kårer fanns även gardeskåren som bestod av de preussiska elitförbanden. Förutom divisionerna bestod kårerna vanligen av en jägarbataljon, en bataljon med artilleri, en ingenjörsbataljon, en signalbataljon och en trängbataljon. Vissa av kårerna hade också befästa trupper att tillägga och alla kårerna hade också ett detachement ur Luftstreitkräfte att tillgå. I krigstid blev armékårerna rörliga taktiska förband och kårområdet blev rekryteringsområde och platsen för förråd m.m. Vid mobiliseringen 1914 skapades också reservkårer och fler armékårer tillkom allt efter kriget fortskred.

### Divisioner
Den taktiskt viktigaste instansen var divisionen. Divisionen utgjordes vanligen av två infanteribrigader om två regementen vardera, en kavalleribrigad om två regementen och en artilleribrigad om två regementen. En av divisionerna i varje kårområde svarade också för lantvärnet. 1914 fanns det, om man bortser från gardestrupperna (två gardesdivisioner och en gardes kavalleridivision), 42 preussiska divisioner inkluderande fyra från Sachsen och två från Württemberg. Till dessa tillkom även sex stycken bayerska divisioner.
Alla dessa divisioner mobiliserades i augusti 1914. De omorganiserades då så att de fick ingenjörstrupper och stödtrupper av kårerna men fick samtidigt lämna ifrån sig nästan allt kavalleri till speciella kavalleridivisioner. Man skapade också reservdivisioner och lantvärnsbrigader befordrades till divisioner. Antalet divisioner ökade under hela kriget och vid dess slut fanns hela 251 stycken.

### Regementen
Det standardiserade förbandet på slagfältet var regementet som också var rekryteringsbas för soldaterna. En soldat gick vanligen in i regementet via dess ersättningsbataljon och erhöll där sin träning. Det fanns tre standardiserade typer av regementen: infanteri, kavalleri och artilleri. Andra typer såsom pionjärer och signaltrupper organiserades i mindre enheter. Regementena var också traditionsbärare, en uppgift som senare överfördes till Riksvärnet, Reichswehr och dess efterföljare Wehrmacht men bröts efter Tysklands delning 1945.

## Flygvapnet
Det tyska flygvapnet Luftstreitkräfte, före 1916 känt som Die Fliegertruppen des deutschen Kaiserreiches (Kejsardömet Tysklands Flygvapen), var de tyska flygstyrkorna på land under första världskriget och var underordnat Reichsheer.